# 维姆 (加来海峡省)
维姆（法語：Wismes，法語發音：[wim]）是法国上法蘭西大區加来海峡省的一个市镇，属于圣奥梅尔区。

## 地理
维姆（50°39'15"N, 2°4'17"E）面积11.93 平方千米，位于法国上法蘭西大區加来海峡省，该省份为法国北部沿海省份，西北濒北海，南至索姆省，东临北部省。
与维姆接壤的市镇（或旧市镇、城区）包括：阿夫兰格、蒂扬布罗讷、埃尔讷、梅尔克圣列万、涅勒莱布莱坎、沃德兰盖姆、阿河畔瓦夫朗。
维姆的时区为UTC+01:00、UTC+02:00（夏令时）。

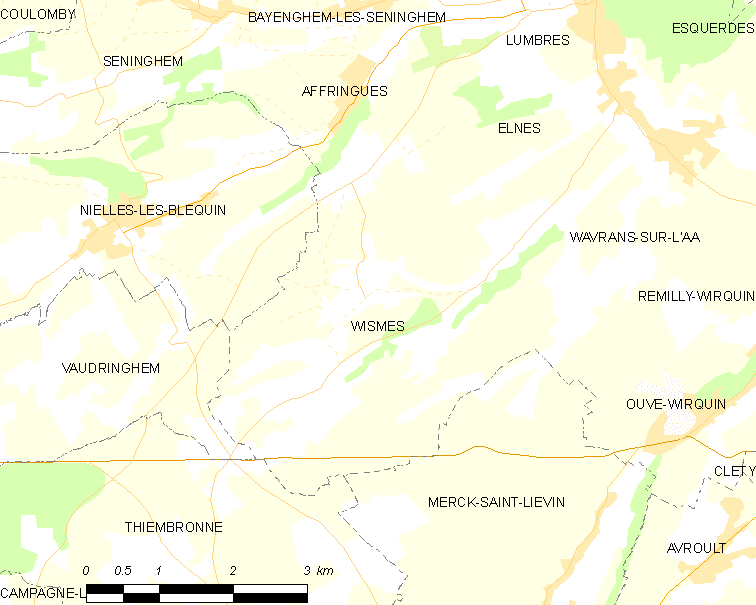
维姆的OSM定位图

## 行政
维姆的邮政编码为62380，INSEE市镇编码为62897。

## 政治
维姆所属的省级选区为兰布尔县。

## 人口

1962-2008年间维姆人口变化图示

维姆于2022年1月1日时的人口数量为503人。